# 2006 RH120
2006 RH120 är en jordnära asteroid som i sin omloppsbana kring Solen ungefär var tjugonde år rör sig nära Jorden och Månen, vilket bland annat hände mellan september 2006 och juni 2007.
Innan himlakroppen fick småplanetstatus den 18 februari 2008 var den känd som 6R10DB9, en beteckning den fått av Catalina Sky Survey.

### Fotnoter
1. 1 2  Minor Planet Center Queries, uppdaterad 5 december 2019.
2. ↑  NASA JPL Small-Body Database Browser on 2006 RH120 Läst 23 februari 2015.
3. ↑  I. Klotz - Mystery Mini Moons: How Many Does Earth Have? (2012) - Discovery News
4. ↑  Great Shefford Observatory. ”2006 RH120 ( = 6R10DB9) – A second moon for the Earth?”. Arkiverad från originalet den 9 maj 2008. https://web.archive.org/web/20080509212342/http://www.birtwhistle.org/Gallery6R10DB9.htm. Läst 16 april 2008.